# Callipallene micracantha
Callipallene micracantha là một loài nhện biển trong họ Callipallenidae. Loài này thuộc chi Callipallene. Callipallene micracantha được miêu tả khoa học năm 1954 bởi J.H. Stock.